# Re'im
Re'im è un kibbutz situato nel sud di Israele.

## Storia
L'insediamento venne fondato nel 1949.
Il 7 ottobre del 2023 è stato il teatro di un'invasione da parte di militanti di Hamas provenienti dalla striscia di Gaza. I militanti hanno raggiunto il sito nei pressi di Re'im in cui si stava svolgendo il festival musicale Universo Parallelo - Israel Edition e hanno compiuto un massacro uccidendo almeno 260 civili.